# 載津
不入八分輔國公銜二等鎮國將軍載津（1859年4月13日—1896年3月7日），愛新覺羅氏，惇勤親王奕誴第五子，母妾王佳氏，其父為王全祥，惇親王載津支系第一代。
咸豐九年三月（1859年）出生，光緒十五年四月（1889年）受封二等鎮國將軍，次年正月（1890年）加不入八分輔國公銜頭。
光緒二十二年正月（1896年）他去世，虛齡三十八岁，由於親生子溥佖、溥儨、溥俶均夭折，所以由養子溥修襲封惇親王載津支系第二代。